# Araneus woodfordi
Araneus woodfordi este o specie de păianjeni din genul Araneus, familia Araneidae, descrisă de Pocock, 1898. Conform Catalogue of Life specia Araneus woodfordi nu are subspecii cunoscute.